# Camelsfoot Range
Camelsfoot Range är ett berg i Kanada.   Det ligger i provinsen British Columbia, i den sydvästra delen av landet, 3 400 km väster om huvudstaden Ottawa. Toppen på Camelsfoot Range är 2 052 meter över havet, eller 169 meter över den omgivande terrängen. Bredden vid basen är 1,7 km.
Terrängen runt Camelsfoot Range är huvudsakligen kuperad. Trakten runt Camelsfoot Range är nära nog obefolkad, med mindre än två invånare per kvadratkilometer.. Det finns inga samhällen i närheten.
I omgivningarna runt Camelsfoot Range växer i huvudsak barrskog.